# スカイポートきたみ

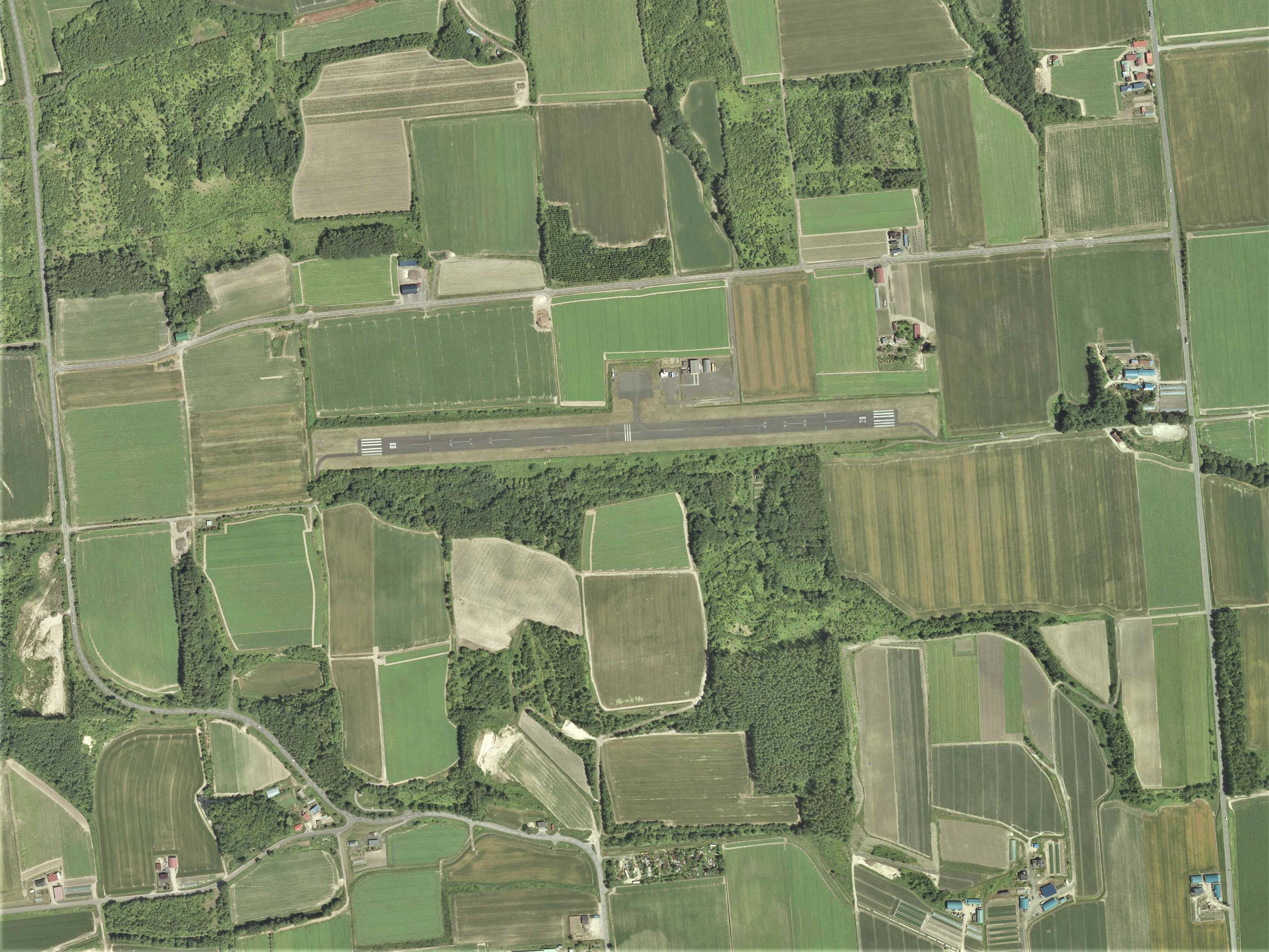
スカイポートきたみの空中写真（2015年7月17日撮影）

スカイポートきたみは、北海道北見市豊田に所在する農道離着陸場。北海道や北見市などが国の補助を得て建設し、1997年（平成9年）10月に開場した。
正式名称は「北見地区農道離着陸場」。

## 概要
現在は、農作物の航送に供用されておらず、野鼠防除剤散布などの農業利用のほか、多面的利活用として、各種イベントや、スカイスポーツ等で利用されている。
スカイスポーツは、NPO法人「エアロスポーツきたみ」が当離着陸場でグライダーによる活動を行っている。
当初の構想にあった、旭川や帯広への農作物空輸に採算性の見通しは立たず、最初の利用はグライダーであった。
施設は北見市が管理している。

## 施設
- 開場：1997年（平成9年）10月13日
- 付帯施設：管理棟（一部2階建て）・駐車場・格納庫
- 設備：ウインドソック、気象観測装置、給油施設[1]
- 運用期間：4月上旬から12月下旬
- 交信：北見フライトサービス VHF130.75MHz

- 同センターハウス
- 同滑走路遠望